# Heinrich Ohlendorff

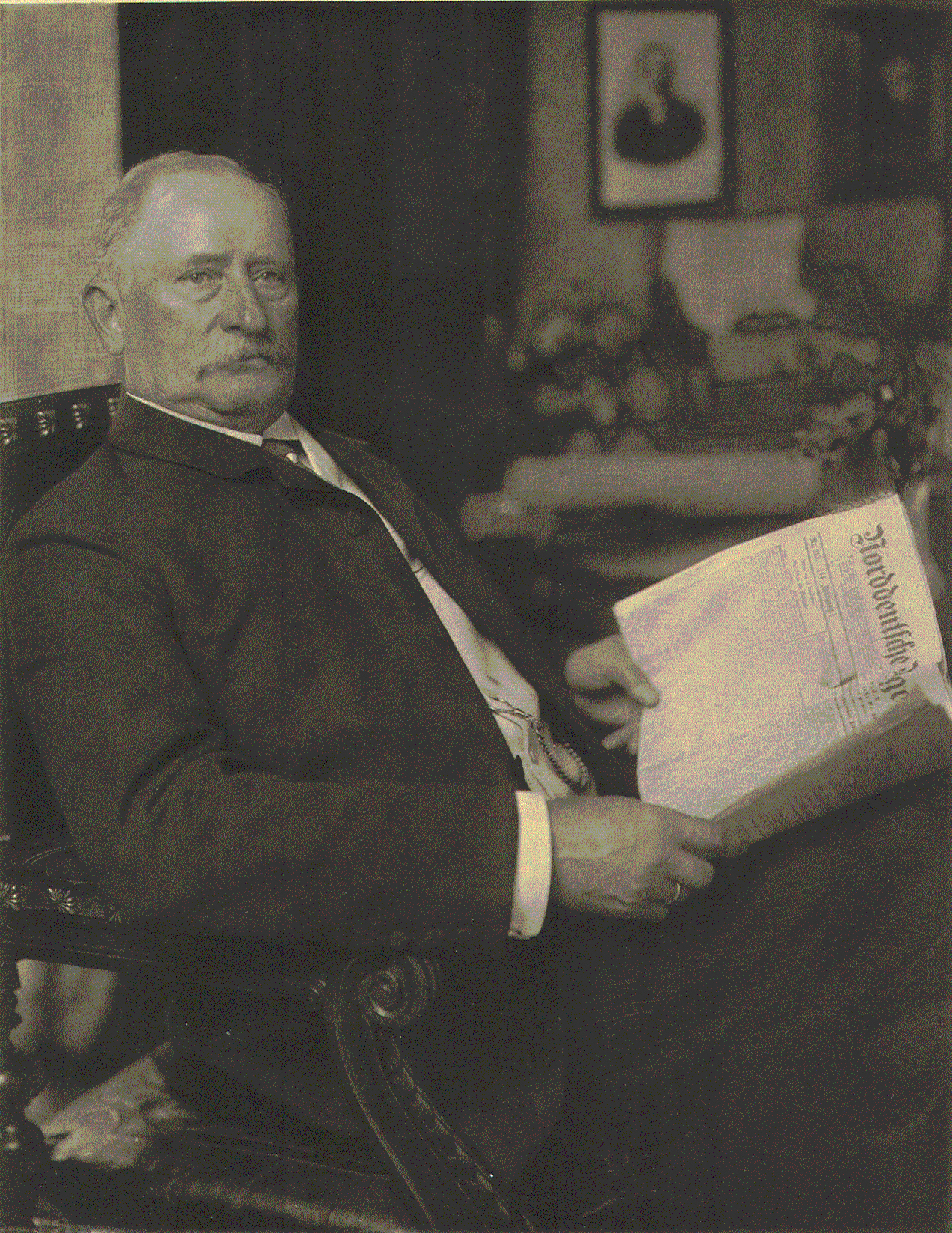
Heinrich von Ohlendorff, 1905 mit einem Exemplar seiner Norddeutschen Allgemeinen Zeitung

Heinrich  Jacob Bernhard Freiherr von Ohlendorff  (* 17. März 1836 in Hamburg; † 3. Juli 1928 ebenda) war ein 1873 nobilitierter und 1889 zum Freiherrn erhobener Hamburger Kaufmann, der in der zweiten Hälfte des 19. Jahrhunderts gemeinsam mit seinem Bruder Albertus zum größten Guano-Importeur im Deutschen Reich aufstieg. Er betätigte sich auch als Investor und Zeitungsverleger und übernahm zahlreiche Ehrenämter in seiner Vaterstadt.

## Leben

Villa Ohlendorff in Hamburg-Hamm, erbaut von Martin Haller, zerstört 1943

Kontorhaus Dovenhof um 1900

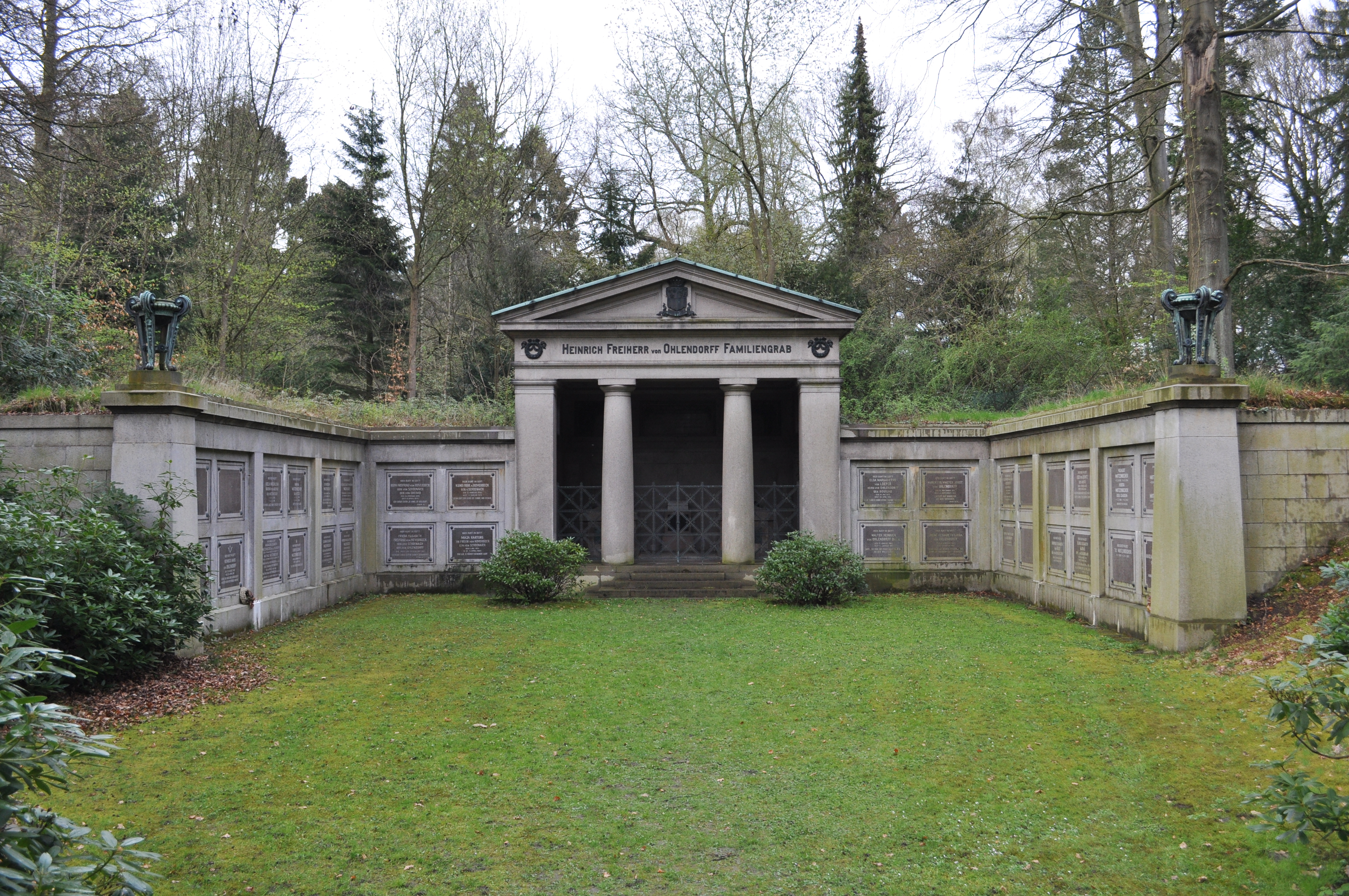
Familiengrab auf dem Ohlsdorfer Friedhof

Heinrich (von) Ohlendorff war der Sohn des Landschaftsgärtners Johann Heinrich Ohlendorff und wuchs in dessen Haus im Botanischen Garten vor dem Dammtor auf. Nach dem Besuch des Johanneums und einer privaten Lehranstalt absolvierte er eine kaufmännische Lehre und trat mit 20 Jahren als Prokurist in die Firma seines älteren Bruders Albertus ein. Als diese 1857 infolge einer Weltwirtschaftskrise in Konkurs ging, gründete Heinrich Ohlendorff seine eigene Firma Ohlendorff & Co. und übernahm nunmehr seinen Bruder als Prokurist und später als Teilhaber („Associé“). Der Handel mit dem als Düngemittel genutzten Guano aus Chile bescherte beiden Brüdern ein großes Vermögen, das sie beide in umfangreichem Grundbesitz anlegten. Heinrich pachtete 1867 zunächst rund 12.000 Morgen Land in Volksdorf, Bergstedt und Sasel und kaufte zwei Jahre später ein 62.000 Quadratmeter großes Grundstück in Hamm, auf dem er von dem Architekten Martin Haller ein schlossartiges Palais im Stil der Neorenaissance errichten ließ. 1879 bis 1885 errichtete Haller für Ohlendorff in Volksdorf ein Sommer- und Gutshaus, den Vorgängerbau der von seinem Sohn Hans 1929 errichteten Ohlendorff’schen Villa.
Als das Guano-Geschäft einbrach, weil der Chilesalpeter als preisgünstige Alternative aufkam, zog sich Ohlendorff 1884 gegen den Willen seines Bruders aus der gemeinsamen Firma zurück und investierte sein Vermögen verstärkt in Immobilien, zum Beispiel in den Bau des 1886 eröffneten Dovenhofs, der mit elektrischem Licht, Paternoster und anderen Komforteinrichtungen als Prototyp des modernen Kontorhauses in Deutschland galt. Im Jahr 1873 hatten die Brüder gemeinsam mit der Norddeutschen Bank die Norddeutsche Allgemeine Zeitung erworben. Mit diesen publizistischen Mitteln traten sie für Bismarcks Einigungspolitik sowie Hamburgs Zollanschluss an das Deutsche Reich ein, wofür sie beide mit der Erhebung in den Freiherrnstand geehrt wurden. Am Jahresende 1917 ging die Zeitung in andere Hände.
Er war mit Elisabeth Ohlendorff verheiratet, aus der Ehe gingen zehn Kinder hervor. Nach ihm ist die Heinrich-von-Ohlendorff-Straße in den Hamburger Stadtteilen Volksdorf und Bergstedt benannt.
Heinrich von Ohlendorff war Mitglied des Vorstandes des Hamburger Renn-Clubs. Er war zeitweilig Mitglied des Verwaltungsrates des Zoologischen Gartens in Hamburg.

## Auszeichnungen
- 18. März 1872 Königlicher Kronen-Orden III. Klasse.[8]
- 1877 Franz-Joseph Orden, Komtur.[9]
- 1881 Rote Adler-Orden, III. Klasse[10]
- 1890 Christus-Orden, Kommandeur.[11]